# Anaplectella sinica
Anaplectella sinica är en kackerlacksart som först beskrevs av Bei-Bienko 1954.  Anaplectella sinica ingår i släktet Anaplectella och familjen småkackerlackor. Inga underarter finns listade i Catalogue of Life.